# Kostel Narození svatého Jana Křtitele (Kamenický Šenov)
Kostel Narození svatého Jana Křtitele v Kamenickém Šenově je římskokatolický farní kostel kamenickošenovské farnosti. Nachází se na náměstí Míru v centru obce v Kamenický Šenov. Jedná se o barokní kostel, jenž byl postaven na základech staršího dřevěného kostelíku. Je chráněn jako kulturní památka České republiky.

## Historie
Kostel byl postaven v letech 1715 až 1718 italským stavitelem Petrem Pavlem Columbanim. Věž kostela byla upravována v roce 1754. Kamenický Šenov je známý svou lustrařskou výrobou a jeho chloubou jsou skleněné lustry z roku 1856, které pro kostel věnovala firma Elias Palme.
Na jaře 2014 byl kostel zapojen do Noci kostelů.

## Architektura

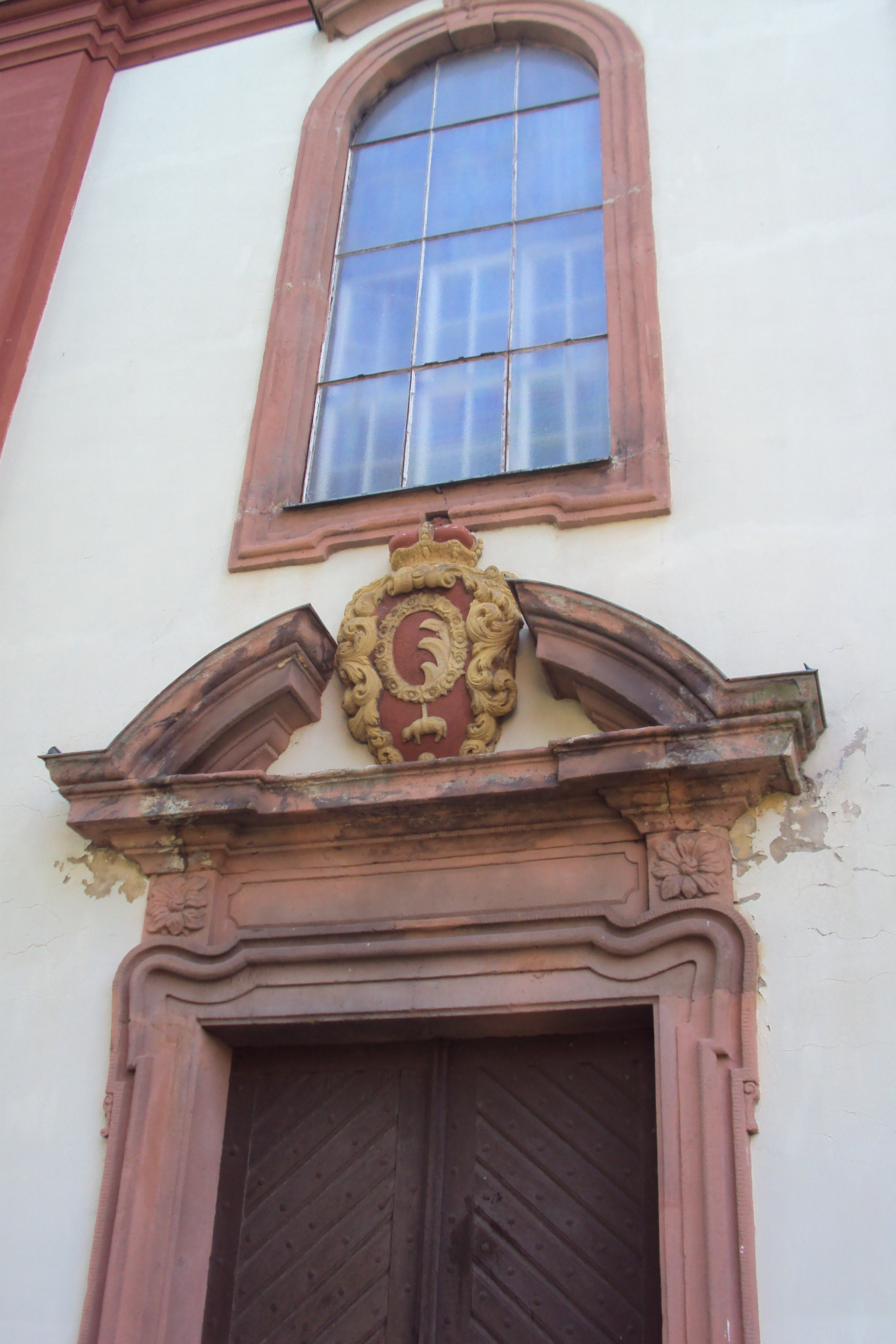
Rodový erb Kinských nad portálem kostela

### Exteriér

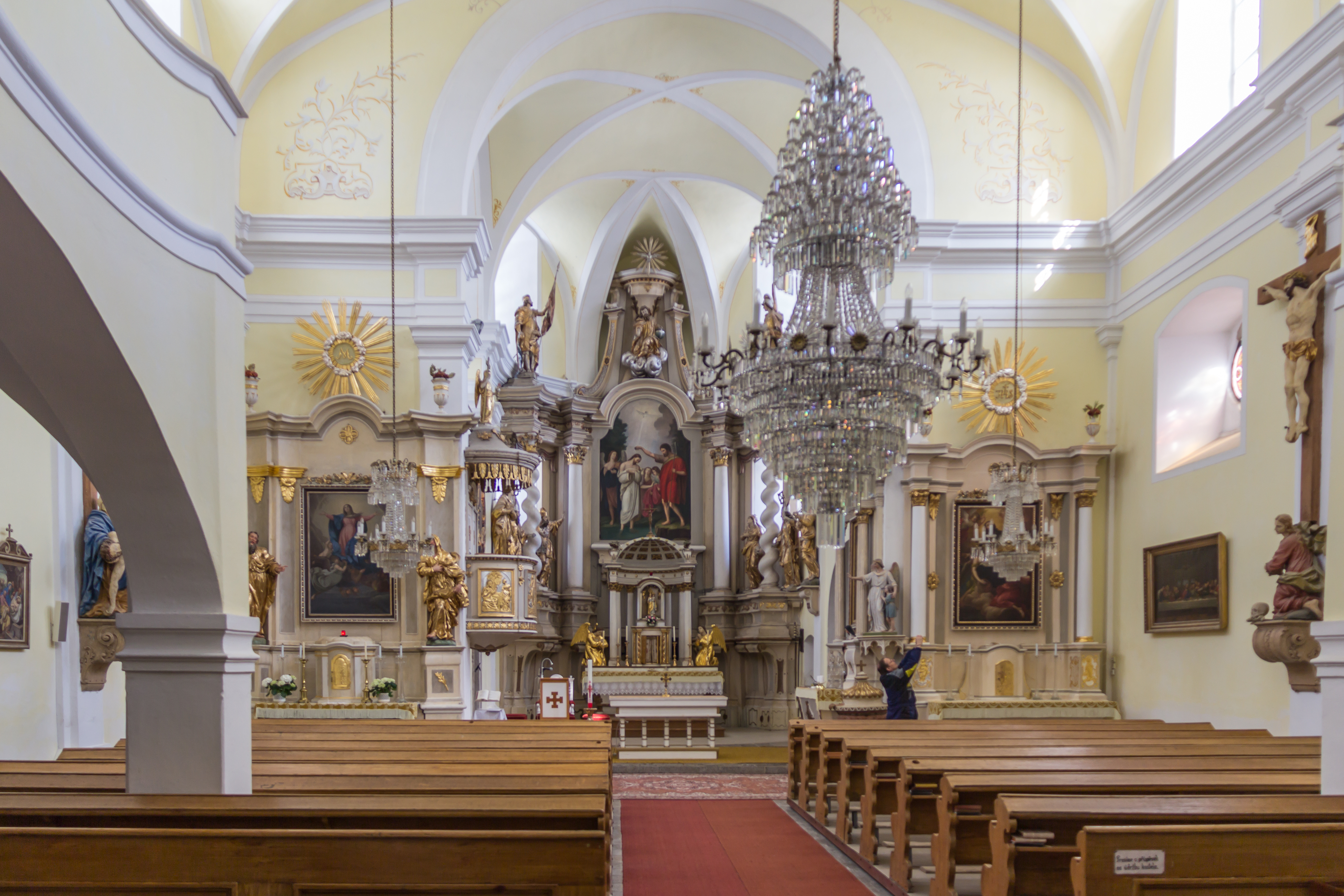
Interiér kostela

Kostel je barokní, jednolodní a obdélný. Má také obdélný presbytář, který je polokruhově ukončený, a obdélné prostory sakristie a oratoře po stranách. Na východní straně je hranolová věž. Západní průčelí je se středním rizalitem a s konkávně vykrojenými bočními partiemi je členěno pilastry. Průčelí je vyvrcholeno štítem s trojúhelníkovým ukončením. V ose průčelí je obdélný portál v rámci s uchy. Průčelí má rozeklaný štít s kartuší se erbem rodu Kinských ve středu. Okno nad portálem je polokruhově ukončeno. Okna bočních os průčelí mají čtyři laloky ve štukovém rámci s klenákem. Boční fasády člení pilastry, velká obdélná vpadlá pole a obdélným segmentem ukončená okna a okna se čtyřmi laloky. Hranolová věž je členěna pilastry v nárožích.

### Interiér
Presbytář má křížovou klenbu a v závěru je sklenut paprsčitě. Loď má valenou klenbu s lunetami. Stěny jsou členěny podloženými pilastry. V kostele je trojboká zvlněná kruchta, která je podklenutá křížově. Nad ní je další zvlněná kruchta, která je nepodklenutá.

### Vybavení
Zařízení kostela pochází z velké části z konce 18. století a z období kolem roku 1800. Hlavní oltář je rokokový, sloupový. Je na něm obraz z 1. poloviny 19. století. Oltář je v luisézním rámu a má bohatou figurální výzdobu. Dva boční protějskové oltáře sv. Jana Nepomuckého a Panny Marie jsou z konce 18. století. Kazatelna s reliéfy a klasicistním dekorem pocházejí z doby kolem roku 1800. Původní varhany pocházely ze Žandova a do kostely byly umístěny po jeho dostavění. V roce 1765 byly vestavěny nové rokokové varhany. Na počátku 21. století má kostel funkční varhany s třemi klaviaturami a 34 rejstříky. Mramorová křtitelnice s dřevěným víkem pochází z roku 1839. Na konzolách v lodi je Pieta a kříž s Kristem a sochou sv. Maří Magdalény z 1. poloviny 18. století. V kostele se nachází také rokokový oválný reliéf znázorňující výjev sv. Jana Nepomuckého před králem Václavem IV.

## Okolí kostela
Kostel je obklopem hřbitovem. Ten je přístupný skrze empírovou pilířovou bránu se zdobnými vázami z počátku 19. století. Na hřbitově se nacházejí zajímavé náhrobky: rokokový z roku 1769, dvoudílný rokokový z 2. poloviny 18. století a četné klasicistní náhrobky z 1. poloviny 19. století, které jsou figurálně nebo architektonicky členěné. Jsou zde také náhrobky od Emanuela Maxe a Josefa Maxe z 50. a 60. let 19. století.